# 2007 في الأردن
فيما يلي قوائم الأحداث التي وقعت خلال عام 2007 في الأردن.

## سياسة

### تعيين في المنصب
- 25 نوفمبر – نادر الذهبي رئيس وزراء الأردن.

## أفلام
من الأفلام التي صدرت هذه السنة في الأردن:
- 11 ديسمبر – كابتن أبو رائد

## وفيات

### يناير
- 1 يناير – قاسم الناصر (مواليد 1925)

### أبريل
- 10 أبريل – بهجت المحيسن (مواليد 1927) قائد عسكري سابق في القوات المسلحة الأردنية.

### مايو
- 5 مايو – حسن الكرمي (مواليد 1905) أديب وإعلامي فلسطيني.

### أغسطس
- 3 أغسطس - زياد قاسم (مواليد 1945) روائي وأديب أردني